# اچ‌ام‌اس هوسار (۱۷۶۳)
اچ‌ام‌اس هوسار (۱۷۶۳) (به انگلیسی: HMS Hussar (1763)) یک کشتی بود که طول آن ۱۲۴ فوت ۴ اینچ (۳۷٫۹۰ متر) بود. این کشتی در سال ۱۷۶۳ ساخته شد و در یکم اوت همان سال اعزام شد.